# El Picacho
El Picacho è un comune (corregimiento) della Repubblica di Panama situato nel distretto di Olá, provincia di Coclé. Si estende su una superficie di 29,7 km² e conta una popolazione di 331 abitanti (censimento 2010).